# Jenny Fransson
Anna Jenny Eva Maria Fransson, född 18 juli 1987 i Karlstad i Värmland, är en svensk brottare. Hon var 2012 världsmästare i 72-kilosklassen men förlorade titeln vid VM 2013. Fransson är bosatt i Helsingborg men tävlar för Gällivare Sportklubb. I OS 2016 tog hon brons där hon tävlade i 69-kilosklassen.

## Biografi
Fransson är uppväxt i Öjebyn utanför Piteå. Hon representerade Sverige i olympiska sommarspelen 2008 i Peking men slogs ut i kvalet. Hon var med också i OS i London 2012 och gick vidare ganska långt. Hon vann VM 2012 i kanadensiska Strathcona County utanför Edmonton. Hon tog olympiskt brons vid OS i Rio de Janeiro. Hennes medalj är den första någonsin i OS för en svensk kvinnlig brottare. 2018 vann hon guld i EM i ryska Kaspijsk.
I april 2019 tog Fransson brons i 68-kilosklassen vid EM i Bukarest, där hon besegrade azeriska Iryna Netreba i matchen om tredjeplatsen. I september 2019 tog Fransson silver vid VM i Nur-Sultan, efter en finalförlust mot amerikanska Tamyra Mensah.
Fransson är sambo med brottaren Jalmar Sjöberg.

## Dopning
Den 3 februari 2020 meddelades att Jenny Fransson i ett dopningsprov testat positivt för den otillåtna substansen metyltestosteron, en anabol steroid. Detta ledde till att hon blev permanent bortplockad från OS-truppen 2020, och hon blev även utesluten från Sveriges Olympiska Kommittés stödprogram Topp och Talang.